# 侏羅紀世界：巨石之戰
《侏羅紀世界：巨石之戰》是一部於2019年出品的美國科幻冒險短片，由柯林·崔佛洛執導，並與艾蜜莉·卡邁克爾共同撰寫劇本。主演包括安德烈·荷蘭、娜塔莉·瑪汀納絲、梅洛迪·赫德（Melody Hurd）、皮爾森·薩爾瓦多（Pierson Salvador）、克里斯·芬立森（Chris Finlayson）、諾亞·科爾（Noah Cole）和伊森·科爾（Ethan Cole）。
《侏羅紀世界：巨石之戰》於2019年9月15日在FX首播，並在YouTube發行。

## 劇情
在《侏羅紀世界：殞落國度》事件發生的一年後，來自加州奧克蘭的某個多元家庭在距離洛克伍德莊園大約20英里的巨石國家公園（Big Rock National Park）露營時遇到恐龍。
原本一家五口在車屋內用著晚餐，接著看到母大鼻角龍帶小孩來營區覓食，溫馨的畫面不過幾秒，叢林內便殺出一隻兇猛的異特龍作勢要把小大鼻角龍吃掉，幸好大鼻角龍爸爸及時趕到，才得以讓牠們安然脫身。
就在一切危機看似解除之際，露營車內寶寶的哭聲卻引來異特龍注意，並轉移攻擊目標打算把一家人都吃掉，最後小女兒急中生智，以十字弓勇敢地將異特龍給擊退。
短片記錄了人類與恐龍共存後的第一次對峙，當中出現的恐龍為大鼻角龍和異特龍。在片尾彩蛋中，展示了其他地區的恐龍片段；一群幼小的美頜龍追著被嚇哭的小女孩、駕駛為了閃避劍龍而不小心把車開向懸崖、漁民在河岸划船時遇到副櫛龍、大白鯊跳出水面捕食海狗後被滄龍吃掉，以及一對新人在婚禮上放出一對白鴿時其中一隻白鴿被飛過的無齒翼龍吃掉。

## 演員
- 安德烈·荷蘭 飾 丹尼斯（Dennis）[3]
- 娜塔莉·瑪汀納絲 飾 瑪麗安娜（Mariana）[3]
- 梅洛迪·赫德（Melody Hurd）飾 卡達莎（Kadasha）[3]
- 皮爾森·薩爾瓦多（Pierson Salvador）飾 馬特奧（Mateo）[3]
- 克里斯·芬立森（Chris Finlayson）飾 格雷格（Greg）[4]
- 諾亞·科爾（Noah Cole）和伊森·科爾（Ethan Cole）飾 丹尼斯和瑪麗安娜的寶寶（Dennis' and Mariana's baby）[4]

## 製作

### 前期製作
當環球影業詢問柯林·崔佛洛是否對潛在的《侏羅紀世界》短片有興趣時，崔佛洛很快就答應了，並與《侏羅紀世界3》的編劇艾蜜莉·卡邁克爾一起撰寫劇本。為了保持項目的保密性，製作團隊並沒有舉行試鏡或選角通知。崔佛洛在受訪時表示，他在看完電影《塞尔玛游行》（2014年）後就一直是安德烈·荷蘭的粉絲，而娜塔莉·瑪汀納絲在《火線赤子情》（2012年）中的表現也很吸引他，於是便私底下聯繫了兩人，邀請他們來主演短片。兒童演員方面，崔佛洛經認識的選角導演幫助下成功找到合適的人選。

### 拍攝
主體拍攝於2019年1月在愛爾蘭進行，拍攝地點包括鮑爾斯考特莊園。由於都柏林外的紅木樹與加州北部的國家公園相似，因此愛爾蘭被選定為拍攝地點，並花了五天時間完成拍攝。拍攝期間，劇組使用了電子動畫恐龍。短片的片長原定短於八分鐘。

### 配樂
短片的配樂由艾米·達赫蒂負責。崔佛洛表示，達赫蒂的配樂結合了前幾作中約翰·威廉斯與麥可·吉亞奇諾創作的主題曲。短片的錄音過程全數在艾比路錄音室進行。

## 發行
《侏羅紀世界：巨石之戰》最初定於2019年8月伴隨著《玩命關頭：特別行動》一同放映。2019年9月10日，據報導，該短片將於9月15日在FX上首播。崔佛洛對短片在消息公開前的保密程度感到驚訝。

## 評價
短片在發布後獲得不少影評人和粉絲的好評。《衛報》的史都華·赫里蒂奇（Stuart Heritage）稱讚短片是「（《侏羅紀世界》）系列至今最棒的作品」。The Verge的茱莉亞·亞歷山大（Julia Alexander）則讚譽道「（這部短片）有《侏羅紀世界》粉絲想要的一切」。io9的查爾斯·普廉姆-莫爾（Charles Pulliam-Moor）認為短片「紮實」。Cinema Blend的麥克·雷耶斯（Mike Reyes）稱讚短片「令人驚豔」。

## 外部連結
- 互联网电影数据库（IMDb）上《侏羅紀世界：巨石之戰》的资料（英文）
- YouTube上的《侏羅紀世界：巨石之戰》（英文）